# ليكفيل (إنديانا)
ليكفيل (بالإنجليزية: Lakeville, Indiana)‏ هي بلدة أمريكية تقع في الولايات المتحدة في St. Joseph County. يقدر عدد سكانها بـ 786 نسمة ومساحتها 1.58 كم2 وترتفع عن سطح البحر 257 متر.

## التركيبة السكانية
قام مكتب تعداد الولايات المتحدة بتحديد بيانات التركيبة السكانية لليكفيل في تعداد الولايات المتحدة. في ما يلي، التركيبة السكانية حسب تعدادي 2000 و2010.

### تعداد عام 2000
بلغ عدد سكان ليكفيل 567 نسمة بحسب تعداد عام 2000، وبلغ عدد الأسر 274 أسرة وعدد العائلات 143 عائلة مقيمة في البلدة. في حين سجلت الكثافة السكانية 1,082.5 نسمة لكل ميل مربع (418.0/كم2). وبلغ عدد الوحدات السكنية 300 وحدة بمتوسط كثافة قدره 572.8 نسمة لكل ميل مربع (221.2/كم2).
وتوزع التركيب العرقي للبلدة بنسبة 97.71% من البيض و 0.18% من سكان جزر المحيط الهادئ و 0.35% من الأمريكيين الأفارقة و 1.59% من عرقين مختلطين أو أكثر.
بلغ عدد الأسر 274 أسرة كانت نسبة 21.2% منها لديها أطفال تحت سن الثامنة عشر تعيش معهم، وبلغت نسبة الأزواج القاطنين مع بعضهم البعض 35.0% من أصل المجموع الكلي للأسر، ونسبة 13.9% من الأسر كان لديها معيلات من الإناث دون وجود شريك، وكانت نسبة 47.8% من غير العائلات. تألفت نسبة 43.1% من أصل جميع الأسر من أفراد ونسبة 12.8% كانوا يعيش معهم شخص وحيد يبلغ من العمر 65 عاماً فما فوق. وبلغ متوسط حجم الأسرة المعيشية 2.90، أما متوسط حجم العائلات فبلغ 2.07.
بلغ العمر الوسطي للسكان 37 عاماً. وكانت نسبة 22.2% من القاطنين تحت سن الثامنة عشر، وكانت نسبة 11.6% بين الثامنة عشر والأربعة وعشرون عاماً، ونسبة 28.7% كانت واقعةً في الفئة العمرية ما بين الخامسة والعشرون حتى والأربعة وأربعون عاماً، ونسبة 18.7% كانت ما بين الخامسة والأربعون حتى الرابعة والستون، ونسبة 18.7% كانت ضمن فئة الخامسة والستون عاماً فما فوق. يوجد لكل 100 أنثى 85.9 ذكر، ويوجد لكل 100 أنثى في الثامنة عشر من عمرها فما فوق 86.9 ذكر.
بلغ متوسط دخل الأسرة في البلدة 28,438 دولار، أما متوسط دخل العائلة فبلغ 43,309 دولار. وكان متوسط دخل الذكور 31,033 دولار مقابل 23,036 دولار للإناث. وسجل دخل الفرد الخاص بالبلدة 15,885 دولار. وكانت نسبة 13.5% من العائلات ونسبة 13.6% من السكان تحت خط الفقر، وكان من هؤلاء نسبة 27.2% تحت سن الثامنة عشر ولا أحد منهم في الخامسة والستين من العمر وما فوق.

### تعداد عام 2010
بلغ عدد سكان ليكفيل 786 نسمة بحسب تعداد عام 2010، وبلغ عدد الأسر 367 أسرة وعدد العائلات 193 عائلة مقيمة في البلدة. في حين سجلت الكثافة السكانية 1,288.5 نسمة لكل ميل مربع (497.5/كم2). وبلغ عدد الوحدات السكنية 438 وحدة بمتوسط كثافة قدره 718.0 لكل ميل مربع (277.2/كم2).
وتوزع التركيب العرقي للبلدة بنسبة 97.5% من البيض و 0.4% من الأمريكيين الأصليين و 0.1% من الأمريكيين الأفارقة و 1.5% من عرقين مختلطين أو أكثر.
بلغ عدد الأسر 367 أسرة كانت نسبة 31.3% منها لديها أطفال تحت سن الثامنة عشر تعيش معهم، وبلغت نسبة الأزواج القاطنين مع بعضهم البعض 33.2% من أصل المجموع الكلي للأسر، ونسبة 15.3% من الأسر كان لديها معيلات من الإناث دون وجود شريك، بينما كانت نسبة 4.1% من الأسر لديها معيلون من الذكور دون وجود شريكة وكانت نسبة 47.4% من غير العائلات. تألفت نسبة 42.0% من أصل جميع الأسر من أفراد ونسبة 14.7% كانوا يعيش معهم شخص وحيد يبلغ من العمر 65 عاماً فما فوق. وبلغ متوسط حجم الأسرة المعيشية 2.94، أما متوسط حجم العائلات فبلغ 2.14.
بلغ العمر الوسطي للسكان 36.5 عاماً. وكانت نسبة 24.7% من القاطنين تحت سن الثامنة عشر، وكانت نسبة 8% بين الثامنة عشر والأربعة وعشرون عاماً، ونسبة 26.7% كانت واقعةً في الفئة العمرية ما بين الخامسة والعشرون حتى والأربعة وأربعون عاماً، ونسبة 26.7% كانت ما بين الخامسة والأربعون حتى الرابعة والستون، ونسبة 13.9% كانت ضمن فئة الخامسة والستون عاماً فما فوق. وتوزع التركيب الجنسي للسكان بنسبة 49.0% ذكور و51.0% إناث.